# Istituzione dell'Esercito Italiano
Il 6 novembre 1796, con l'occupazione della Lombardia da parte dell'esercito napoleonico, nacque la Repubblica Transpadana che ebbe, quale sua forza armata, la Legione Lombarda ordinata su sei coorti. La prima bandiera tricolore che abbia consegnato solennemente, nello stesso giorno, alla Legione Lombarda, sulla piazza del Duomo di Milano.
Nell'anno seguente, la Repubblica Transpadana fu trasformata in Repubblica Cisalpina: venne allora costituita la Milizia cisalpina cui fu affidata, quale unico simbolo, la bandiera tricolore con tre bande parallele all'asta: la più prossima verde, la successiva bianca, la terza rossa; l'asta, a punta bianca, similmente colorata, a spirale.
Quando lo Stato Sabaudo, associando le sue fortune alla causa nazionale, divenne il polo di attrazione del patriottismo risorgimentale, migliaia di valorosi accorsero da ogni parte d'Italia ad ingrossare le file dell'esercito piemontese dando ad esso un carattere di italianità. Questo esercito, denominato l'Armata Sarda, entrò nella guerra del 1848-49 (Prima guerra di indipendenza) con 5 divisioni.
Da questi primi nuclei nascerà, il 4 maggio 1861, il Regio Esercito Italiano, come ufficializzato dal seguente atto:
Il Ministro della Guerra
Manfredo Fanti»
(Nota n.76 - 4 maggio 1861)
Il 18 giugno 1946, con la nascita della Repubblica Italiana, il Regio Esercito Italiano assume l'attuale nome di Esercito Italiano.